# Белинский район
Бели́нский райо́н — административно-территориальная единица (район) и муниципальное образование (муниципальный район) в Пензенской области России.
Административный центр — город Белинский.

## География
Район занимает территорию 2124 км², находится в юго-западной части области. Граничит на северо-западе с Башмаковским районом, на севере — с Пачелмским районом, на востоке с Каменским районом, на юго-востоке — с Сердобским и Бековским районами, на юге — с Тамалинским районом Пензенской области, на западе — с Тамбовской областью.

## История
16 июля 1928 года образован Чембарский район в составе Пензенского округа Средне-Волжской области. В него вошла большая часть территории бывшего Чембарского уезда Пензенской губернии.
С 1929 года район в составе Средневолжского (Куйбышевского) края.
В 1935 году в результате разукрупнения образован Свищевский район.
С 1936 года район в составе Куйбышевской области, с 27 ноября 1937 года — в Тамбовской области.
В феврале 1939 года передан в состав вновь образованной Пензенской области.
17 мая 1948 года одновременно с переименованием города Чембар район был также переименован в Белинский.
12 октября 1959 года в состав района включена территория упразднённых Поимского (полностью) и Свищевского (частично) районов.
В 1963—1965 годах в состав района входила территория упразднённого Тамалинского района.
В соответствии с Законом Пензенской области от 2 ноября 2004 года № 690-ЗПО в районе образовано 1 городское и 18 сельских поселений (сельсоветов), установлены границы муниципальных образований.
22 декабря 2010 года в соответствии с Законом Пензенской области № 1992-ЗПО было упразднено 8 сельсоветов с включением их территорий в состав других сельсоветов.

## Население
| 1939    | 1959    | 1970    | 1979    | 1989    | 2002    | 2009    |
| ------- | ------- | ------- | ------- | ------- | ------- | ------- |
| 49 665  | ↗59 609 | ↘50 233 | ↘42 725 | ↘38 997 | ↘33 569 | ↘30 604 |
| 2010    | 2011    | 2012    | 2013    | 2014    | 2015    | 2016    |
| ↘28 881 | ↘28 685 | ↘27 920 | ↘27 284 | ↘26 496 | ↘25 803 | ↘25 035 |
| 2017    | 2018    | 2021    |         |         |         |         |
| ↘24 548 | ↘23 907 | ↗24 579 |         |         |         |         |

### Национальный состав
81,2 % русские, 14,4 % мордва-мокша, 4,2 % татары и 0,2 % представители прочих национальностей.

## Административное деление
В Белинский район как административно-территориальное образование входят 1 город районного значения и 10 сельсоветов.
В муниципальный район входят 11 муниципальных образований, в том числе 1 городское поселение и 10 сельских поселений.
| №        | Муниципальное образование | Административный центр | Количество населённых пунктов | Население | Площадь, км2 |
| -------- | ------------------------- | ---------------------- | ----------------------------- | --------- | ------------ |
| 1e-06    | Городское поселение:      |                        |                               |           |              |
| 1        | город Белинский           | город Белинский        | 1                             | ↗8656     | 8,33         |
| 1.000002 | Сельские поселения:       |                        |                               |           |              |
| 2        | Балкашинский сельсовет    | село Балкашино         | 13                            | ↘1082     | 216,72       |
| 3        | Волчковский сельсовет     | село Волчково          | 11                            | ↘2186     | 269,38       |
| 4        | Камынинский сельсовет     | село Камынино          | 7                             | ↘1222     | 173,85       |
| 5        | Козловский сельсовет      | село Козловка          | 18                            | ↘1379     | 365,60       |
| 6        | Кутеевский сельсовет      | село Кутеевка          | 1                             | ↘657      | 61,82        |
| 7        | Лермонтовский сельсовет   | село Лермонтово        | 12                            | ↘2121     | 319,51       |
| 8        | Невежкинский сельсовет    | село Невежкино         | 2                             | ↘633      | 124,83       |
| 9        | Поимский сельсовет        | село Поим              | 5                             | ↗3119     | 202,79       |
| 10       | Пушанинский сельсовет     | село Пушанино          | 7                             | ↗2064     | 143,10       |
| 11       | Студенский сельсовет      | село Студенка          | 10                            | ↗1460     | 238,20       |

### Населённые пункты
В Белинском районе 87 населённых пунктов.
| №  | Населённый пункт       | Тип     | Население | Муниципальное образование |
| -- | ---------------------- | ------- | --------- | ------------------------- |
| 1  | Алексеевка             | село    | ↘3        | Лермонтовский сельсовет   |
| 2  | Апалиха                | деревня | 6         | Лермонтовский сельсовет   |
| 3  | Аргамаково             | село    | ↘507      | Лермонтовский сельсовет   |
| 4  | Балкашино              | село    | ↘470      | Балкашинский сельсовет    |
| 5  | Белинский              | город   | ↗8656     | город Белинский           |
| 6  | Березенки              | деревня | ↘195      | Пушанинский сельсовет     |
| 7  | Берёзкино              | посёлок | 14        | Балкашинский сельсовет    |
| 8  | Бондовка               | деревня | 6         | Балкашинский сельсовет    |
| 9  | Бугровка               | деревня | ↘188      | Пушанинский сельсовет     |
| 10 | Верхние Поляны         | село    | ↘447      | Камынинский сельсовет     |
| 11 | Весёлый                | посёлок | 0         | Волчковский сельсовет     |
| 12 | Волчково               | село    | ↘1150     | Волчковский сельсовет     |
| 13 | Воробьёвка             | деревня | 0         | Балкашинский сельсовет    |
| 14 | Вязовка                | деревня | 5         | Невежкинский сельсовет    |
| 15 | Гай-Шарапино           | посёлок | 4         | Камынинский сельсовет     |
| 16 | Городок                | посёлок | ↘8        | Пушанинский сельсовет     |
| 17 | Гусятник               | посёлок | 2         | Волчковский сельсовет     |
| 18 | Даньшино               | село    | ↘75       | Козловский сельсовет      |
| 19 | Дерябиха               | деревня | 49        | Лермонтовский сельсовет   |
| 20 | Долгая Вершина         | село    | ↘2        | Студенский сельсовет      |
| 21 | Ершово                 | село    | ↘123      | Студенский сельсовет      |
| 22 | Исаевка                | деревня | 1         | Пушанинский сельсовет     |
| 23 | Ишеевка                | посёлок | 7         | Балкашинский сельсовет    |
| 24 | Калдуссы               | село    | ↘322      | Лермонтовский сельсовет   |
| 25 | Камынино               | село    | ↘434      | Камынинский сельсовет     |
| 26 | Канищево               | деревня | 79        | Балкашинский сельсовет    |
| 27 | Кашуровка              | деревня | 47        | Волчковский сельсовет     |
| 28 | Кевдо-Вершина          | село    | ↘455      | Волчковский сельсовет     |
| 29 | Киселёвка              | деревня | 6         | Козловский сельсовет      |
| 30 | Ключи                  | село    | ↘28       | Волчковский сельсовет     |
| 31 | Козловка               | село    | ↘174      | Козловский сельсовет      |
| 32 | Корсаевка              | село    | ↘469      | Козловский сельсовет      |
| 33 | Крюково                | село    | ↘392      | Лермонтовский сельсовет   |
| 34 | Кузьминовка            | деревня | 3         | Камынинский сельсовет     |
| 35 | Кукарки                | село    | ↘567      | Пушанинский сельсовет     |
| 36 | Кутеевка               | село    | ↘657      | Кутеевский сельсовет      |
| 37 | Лермонтово             | село    | ↗1216     | Лермонтовский сельсовет   |
| 38 | Линевка                | село    | ↘61       | Козловский сельсовет      |
| 39 | Лопатино               | деревня | 45        | Козловский сельсовет      |
| 40 | Лягушовка              | деревня | 10        | Балкашинский сельсовет    |
| 41 | Мамлеевка              | деревня | 130       | Балкашинский сельсовет    |
| 42 | Марьевка               | село    | ↘51       | Студенский сельсовет      |
| 43 | Михайловка             | село    | ↘43       | Лермонтовский сельсовет   |
| 44 | Невежкино              | село    | ↘833      | Невежкинский сельсовет    |
| 45 | Нижние Поляны          | село    | ↘171      | Камынинский сельсовет     |
| 46 | Никульевка             | село    | ↘15       | Студенский сельсовет      |
| 47 | Новая Заря             | посёлок | 0         | Козловский сельсовет      |
| 48 | Новая Каштановка       | село    | ↘118      | Козловский сельсовет      |
| 49 | Озерки                 | деревня | 53        | Козловский сельсовет      |
| 50 | Октябрьский            | посёлок | ↘105      | Студенский сельсовет      |
| 51 | Ольшанка               | село    | ↘56       | Козловский сельсовет      |
| 52 | Петровка               | деревня | 30        | Волчковский сельсовет     |
| 53 | Пичевка                | село    | ↘483      | Козловский сельсовет      |
| 54 | Подсот                 | деревня | 5         | Лермонтовский сельсовет   |
| 55 | Поим                   | село    | ↘2712     | Поимский сельсовет        |
| 56 | Похвистнево            | село    | ↘27       | Студенский сельсовет      |
| 57 | Преображенка           | посёлок | 7         | Козловский сельсовет      |
| 58 | Пушанино               | село    | ↗1414     | Пушанинский сельсовет     |
| 59 | Пяркино                | село    | ↘120      | Козловский сельсовет      |
| 60 | Режа                   | посёлок | 12        | Поимский сельсовет        |
| 61 | Родно-Бондовка         | деревня | 9         | Балкашинский сельсовет    |
| 62 | Ростовка               | деревня | 119       | Камынинский сельсовет     |
| 63 | Светлый Путь           | посёлок | 13        | Козловский сельсовет      |
| 64 | Свищёвка               | село    | ↘613      | Балкашинский сельсовет    |
| 65 | Сентяпино              | село    | ↘218      | Студенский сельсовет      |
| 66 | Сережино               | деревня | 23        | Лермонтовский сельсовет   |
| 67 | Среднеречье            | село    | ↘135      | Балкашинский сельсовет    |
| 68 | Старая Каштановка      | деревня | ↘21       | Козловский сельсовет      |
| 69 | Студенка               | село    | ↘741      | Студенский сельсовет      |
| 70 | Сулак                  | село    | ↘358      | Волчковский сельсовет     |
| 71 | Сярда                  | деревня | ↘0        | Козловский сельсовет      |
| 72 | Сяськино               | деревня | 611       | Волчковский сельсовет     |
| 73 | Тархово                | село    | ↘463      | Камынинский сельсовет     |
| 74 | Толстово               | деревня | 12        | Волчковский сельсовет     |
| 75 | Топориха               | село    | ↘130      | Поимский сельсовет        |
| 76 | Ульяновка              | деревня | 1         | Пушанинский сельсовет     |
| 77 | Ушинка                 | село    | ↘39       | Поимский сельсовет        |
| 78 | Чембарский Пенькозавод | посёлок | 0         | Козловский сельсовет      |
| 79 | Черногай               | село    | ↘82       | Студенский сельсовет      |
| 80 | Чернышево              | село    | ↘486      | Козловский сельсовет      |
| 81 | Шарова                 | посёлок | ↘639      | Поимский сельсовет        |
| 82 | Шелалейка              | село    | ↘27       | Волчковский сельсовет     |
| 83 | Шипиловка              | деревня | 27        | Балкашинский сельсовет    |
| 84 | Ширяево                | село    | ↘391      | Студенский сельсовет      |
| 85 | Шмелевка               | деревня | 14        | Балкашинский сельсовет    |
| 86 | Щепотьево              | село    | ↘5        | Лермонтовский сельсовет   |
| 87 | Языково                | село    | ↘158      | Лермонтовский сельсовет   |

Упразднённые населённые пункты:
- 2001 год — поселки Камышово, Кашичкино Балкашинского сельсовета, Заря Лермонтовского сельсовета, Заиграево Невежкинского сельсовета, Вишенный, Гремячий Поимского сельсовета[25].

- 2015 год — села Алексеевка Поимского сельсовета и Кошкарово Лермонтовского сельсовета[26].

## Транспорт
С Пензой район связывает автомобильная трасса Р209 «Пенза—Тамбов». Ближайшая железнодорожная станция — Белинская — расположена в соседнем районе, в городе Каменка.

## Достопримечательности
На территории района расположен государственный лермонтовский музей-заповедник Тарханы. В райцентре находится музей-усадьба В. Г. Белинского.

## Люди, связанные с районом
- Карягин, Иван Иванович
- Курносов, Георгий Алексеевич (1893, слобода Карсаевка, ныне село Карсаевка — 1975) — советский военачальник, генерал-майор.
- Ментюков, Николай Фёдорович (1904, город Чембар —1992) — советский военачальник, генерал-майор.
- Пушанин, Иван Иванович (1913, село Мача, ныне село Пушанино — 1940) — участник советско-финской войны, Герой Советского Союза
- Якушкин, Тимофей Фёдорович